# Шоманов, Сакен
Саке́н Шома́нов (октябрь 1896 год — 13 августа 1998 год) — шахтёр, бригадир навалоотбойщиков шахты № 18 комбината «Карагандауголь», Карагандинская область, Казахская ССР. Герой Социалистического Труда (1948).

## Биография
Родился в октябре 1896 года в бедной крестьянской семье около озера Бугумбайколь.
Свою трудовую деятельность начал двенадцатилетним подростком, помогая отцу батрачить.
С 1918 года — путевой рабочий на строительстве железнодорожной дороги Караклинск — Семипалатинск — Акмолинск. С 1920 года работал на свинцовом руднике в посёлке Семизбуга. С 1925 года — рабочий, машинист бурового станка в геологической партии, которая вела разведку в урочище Карагайлы.
С 1930 года проживал в Караганде, где трудился забойщиком на шахте № 4 треста «Казстройуголь». С 1934 года — навалоотбойщик на шахте № 18 «Основная» комбината «Карагандауголь». После открытия новой шахты № 18-бис был назначен на ней бригадиром комсомольско-молодёжной бригады навалоотбойщиков. Многие годы бригада Сакена Шоманова перевыполняла план на 150—200 %. В годы Великой Отечественной войны возглавлял женскую бригаду, которая выступила с инициативой собрать денежные средства на танковую колонну «Комсомолец Караганды» за счёт сверхурочной работы.
В первые три года 4-й пятилетки бригада Сакена Шоманова, работавшая на участке № 3, добыла 20 тысяч тонн угля сверх плана и в 1948 году было добыто 9 тысяч тонн сверх плана. Личный план выполнил за 4,5 года. В 1948 году был удостоен звания Героя Социалистического Труда «за выдающиеся успехи в деле увеличения добычи угля, восстановления и строительства угольных шахт и внедрение передовых методов работы, обеспечивающих значительный рост производительности труда».
В 1966 году вышел на пенсию.
Скончался в 1998 году после продолжительной болезни.
Награды
- Герой Социалистического Труда — указом Президиума Верховного Совета СССР 28 августа 1948 года
- Орден Ленина — дважды (1948, 12.01.1951)
- Орден Трудового Красного Знамени (07.09.1948)
- Медаль «За трудовое отличие» (14.04.1942)
- Медаль «За доблестный труд в Великой Отечественной войне 1941—1945 гг.» (1945)
- Почётный шахтёр.